# 阿里罕
阿里罕，回回赛夷（Sayyid）氏。札八兒火者之子。
阿里罕跟随父亲出入战阵，勇而善谋。蒙哥伐南宋蜀地，阿里罕为天下质子兵马都元帅。其子哈只，官至湖南宣慰使，赠推诚保德功臣、金紫光禄大夫、司徒，追封凉国公，谥安惠。哈只之子陕西行省平章政事养安、太府监丞阿思兰、太仆寺丞补孛。养安之子太仆寺卿阿葩实。阿里罕之弟明里察，赠开府仪同三司、上柱国，追封凉国公，谥康懿。明里察之子户部尚书亦不剌金、陕西行省参知政事哈剌。